# 森特勒爾鎮區 (密蘇里州佩里縣)
森特勒爾鎮區（英語：Central Township）是位於美國密蘇里州佩里縣的一個行政鎮區。

## 地方資料
森特勒爾鎮區的面積為143.10平方千米，當中陸地面積為142.57平方千米，而水域面積為0.53平方千米。根據2020年美國人口普查的數據，當地共有人口11081人，而人口密度為每平方千米77.44人。